# Leo Bruce
Leo Bruce, pseudonimo di Rupert Croft-Cooke (Edenbridge, 20 giugno 1903 – Liverpool, 10 giugno 1979), è stato uno scrittore britannico di romanzi gialli.

## Biografia
Nacque a Edenbridge, nel Kent. Studiò al Wellington College e in seguito all'Università di Buenos Aires. Visse infatti molto all'estero, in Francia, Argentina, Germania, Svizzera e Spagna. Dal 1929 al 1931 fu venditore di libri antichi.
Nella seconda guerra mondiale entrò nei corpi di intelligence e fu mandato a Bombay. Dopo la guerra, diventò critico letterario per la rivista The Sketch. Fu anche poeta, romanziere, autore di commedie, testi radiofonici e saggistici. Nel 1953 fu processato per omosessualità e condannato a sei mesi di prigione. Nel 1954 lasciò l'Inghilterra e andò a abitare a Tangeri, in Marocco.
Scrisse oltre ottanta romanzi su vari argomenti, tra i quali trentuno romanzi gialli e vari racconti, riuniti in un volume pubblicato postumo. Scrisse anche sei romanzi gialli con il suo vero nome, ma è con lo pseudonimo "Leo Bruce" che è passato alla storia come autore di gialli tradizionali ricchi di senso dell'umorismo.
I suoi personaggi più famosi sono William Beef e Carolus Deene.
William Beef è un poliziotto di campagna che fa la sua prima apparizione nel romanzo "Case for Three Detectives", dove supera in astuzia tre famosi investigatori, lord Simon Plimsoll, monsieur Amer Picon e monsignor Smith, chiaramente riconoscibili come Lord Peter Wimsey, Hercule Poirot e padre Brown e risolve un enigma della camera chiusa. Dal secondo romanzo in poi, Beef lascia la polizia, per lo sbalordimento del suo Watson, Lionel Townsend, che non è molto convinto delle sue capacità, e diventa un investigatore dilettante.
Carolus Deene è un ricchissimo insegnante di storia, che ha perso la moglie in guerra e si dedica alle indagini durante le vacanze.

## Opere

### Ciclo delsergente Beef
- 1936 -Un caso per tre detective (Case for Three Detectives), Il Giallo Mondadori n. 1786,[2] I Classici del Giallo Mondadori n. 853[2], I Bassotti n. 87[2]
- 1937 - Delitto senza cadavere (Case Without a Corpse), Il Giallo Mondadori n. 1850[2]
- 1939 - Case with Four Clowns
- 1939 - Un caso non concluso (Case with No Conclusion), Il Giallo Mondadori n. 2075[2]
- 1940 - Il sergente Beef fa quadrato (Case with Ropes and Rings), Il Giallo Mondadori n. 1931[2]
- 1947 - Case for Sergeant Beef
- 1951 - Stesso giorno, stessa ora (Neck and Neck), Il Giallo Mondadori n. 1963[2]
- 1952 - Sangue freddo (Cold Blood), Il Giallo Mondadori n. 1810,[2] I Classici del Giallo Mondadori n. 1022[2]
- 1993 - Family Web: A Story of India (scritto con Sarah Hobson, postumo)

### Ciclo di Carolus Deene
- 1955 - At Death's Door
- 1956 - Dead for a Ducat
- 1956 - Death of Cold
- 1958 -  Il passeggero del Saragossa (Dead Man's Shoes), Il Giallo Mondadori n. 2736[2]
- 1958 - A Louse for the Hangman
- 1959 -  Un rompicapo per Deene (Our Jubilee is Death), Il Giallo Mondadori n. 2752[2]
- 1960 -  Un tranquillo villaggio di paura (Furious Old Women), Il Giallo Mondadori n. 1893[2]
- 1960 -  Carolus Deene e il giglio bianco (Jack on the Gallows Tree), trad. di Marilena Caselli, Il Giallo Mondadori n. 2766[2], febbraio 2002; I Classici dei Gialli Mondadori n.1491, aprile 2025
- 1961 - A Bone and a Hank of Hair
- 1961 -  Ascoltami, Carolus! (Die All, Die Merrily), Il Giallo Mondadori n. 2781[2]
- 1962 -  Carolus Deene e il tuffo mortale (Nothing Like Blood), I Classici del Giallo Mondadori n. 939[2]
- 1963 -  Diario di un assassino (Crack of Doom, noto anche come Such is Death), I Classici del Giallo Mondadori n. 1043[2]
- 1964 -  Carolus Deene e il mostro di Albert Park (Death in Albert Park), I Classici del Giallo Mondadori n. 957[2]
- 1965 - Death at Hallows End
- 1966 - Death on the Black Sands
- 1967 -  Il college degli enigmi (Death at St. Asprey's School), I Classici del Giallo Mondadori n. 977[2]
- 1967 -  Morte di un pendolare (Death of a Commuter), Il Giallo Mondadori n. 1058[2]
- 1968 - Death on Romney Marsh
- 1969 -  Ricetta per un delitto (Death with Blue Ribbon), I Classici del |Giallo Mondadori n. 994[2]
- 1970 -  Notti di Halloween (Death on All Hallowe'en), Il Giallo Mondadori n. 2806[2]
- 1971 - Death by the Lake
- 1974 - Death in the Middle Watch
- 1974 - Death of a Bovver Boy
- 1992 - Murder in Miniature: The Stories of Leo Bruce (postumo)

### Gialli scritti con il nome Rupert Croft-Cooke

#### Romanzi
- 1955 - Seven Thunders
- 1960 - Thief
- 1962 - Clash by Night
- 1965 - Paper Albatross
- 1968 - Three in a Cell
- 1973 - Nasty Piece of Work

#### Racconti
- 1937 - Pharaoh with His Waggons and Other Stories
- 1950 - A Football for the Brigadier, and Other Stories